# Under the Red Sky
Under the Red Sky è il ventisettesimo album in studio di Bob Dylan, pubblicato dalla Columbia Records il 10 settembre del 1990
L'album è generalmente considerato un deludente seguito di Oh Mercy, pubblicato l'anno precedente con successo di pubblico e critica.
Gran parte delle critiche fu diretta al produttore pop Don Was, che diede all'album un suono disinvolto, così come alle tracce che sembravano richiamare le filastrocche per bambini. Tra i molti musicisti che collaborarono all'album vi furono: Jimmie Vaughan, Slash, Elton John, George Harrison, David Crosby, Stevie Ray Vaughan e Bruce Hornsby.
L'album è dedicato a Gabby Goo Goo, il soprannome che Dylan diede alla figlia di quattro anni.

## Critica
Dylan ha fatto eco alla maggior parte dei critici dichiarando nel 2006 a Rolling Stone che la scarsa qualità dell'album fu dovuta alle registrazioni frettolose e distratte, in parte a causa dei suoi impegni con i Traveling Wilburys. Dichiarò inoltre che troppe persone lavorarono all'album, e che era molto disilluso nei confronti nell'industria discografica in quel periodo della sua carriera.
Un'eccezione alle critiche negative venne da Robert Christgau, che scrisse nel The Village Voice che «[l'album è] il miglior lavoro di Dylan degli ultimi 15 anni». Anche Paul Nelson elogiò l'album descrivendolo come un deliberato capolavoro usa e getta.
L'album raggiunse la 38ª posizione nella classifica di Billboard.
Under the Red Sky è l'ultimo album di inediti prima della pausa di sette anni che porterà Dylan al successo di Time Out of Mind del 1997.

## Le canzoni
Nel 2005 la rivista Q inserì la canzone Wiggle Wiggle tra le Dieci terribili registrazioni di grandi artisti.
Due canzoni, Born in Time e God Knows, sono riarrangiamenti di materiale originale registrato nelle sessioni di Oh Mercy.

## Tracce
Tutte le canzoni sono di Bob Dylan.
1. Wiggle Wiggle – 2:09
2. Under the Red Sky – 4:09
3. Unbelievable – 4:06
4. Born in Time – 3:39
5. T.V. Talkin' Song – 3:02
6. 10,000 Men – 4:21
7. 2 X 2 – 3:36
8. God Knows – 3:02
9. Handy Dandy – 4:03
10. Cat's in the Well – 3:21

## Collaboratori
- Kenny Aronoff – batteria
- Sweet Pea Atkinson – cori
- Rayse Biggs – tromba
- Dan Bosworth – assistente fonico
- Sir Harry Bowens – cori
- Marsha Burns – coordinazione alla produzione
- Ed Cherney – fonico, missaggio
- David Crosby – cori
- Paulinho Da Costa – percussioni
- Steve Deutsch – assistente tecnico
- Bob Dylan – chitarre, pianoforte, fisarmonica, armonica a bocca, voce, produttore
- Robben Ford – chitarra
- George Harrison – slide guitar
- Bruce Hornsby – pianoforte
- Randy Jackson – basso
- Elton John – pianoforte
- Judy Kirshner – assistente tecnico
- Al Kooper – organo, tastiera
- David Lindley – bouzouki, chitarra, slide guitar
- David McMurray – sassofono
- Donald Ray Mitchell – cori
- Jim Mitchell – assistente tecnico
- Jamie Muhoberac – organo
- Slash – chitarra
- Brett Swain – assistente tecnico
- Jimmie Vaughan – chitarra
- Stevie Ray Vaughan – chitarra
- Waddy Wachtel – chitarra
- David Was – cori, produttore
- Don Was – basso, produttore